# Libisch-Syrische unie
De Libisch-Syrische unie was een staatsvereniging van Libië met Syrië. De Unie werd voorgesteld door de Libische leider Moammar al-Qadhafi in september 1980, was één van de talrijke Libisch-Arabische eenwordingsprojecten en maakte deel uit van het pan-Arabische streven naar éénheid.

## Geschiedenis
Op 1 september 1980, op de elfde verjaardag van de Libische revolutie, stelde Moammar al-Qadhafi aan Hafiz al-Assad voor om Libië en Syrië samen te voegen tot een Arabisch socialistische eenheidsstaat. Hafiz al-Assad stemde in met het voorstel en op 10 september werd een overeenkomstige 13-puntenovereenkomst ondertekend, die voorzag in een “organische unie” of een volledige fusie van de twee staten. Binnen slechts een maand zouden de leiders van Libië en Syrië opnieuw bijeen moeten komen om een concreet plan te presenteren en de eerste stappen te zetten. Binnen slechts één jaar zouden een nieuwe regering en een ‘Revolutionair Congres’ worden gevormd en zou het eenwordingsproces voltooid zijn.
De Libisch-Syrische eenheidsstaat zou ook open moeten staan voor alle andere “progressieve” staten die bereid waren de confrontatie aan te gaan met de staat Israël en de aan de VSA geallieerde regimes, en zo de kern van een pan-Arabische unie te worden. Moammar al-Qadhafi beloofde dat hij als fedajin (partizaan) in Galilea (Palestina) zou vechten als de unie zou falen.
De Libische revolutionaire leider betaalde onmiddellijk de Syrische schulden aan de Sovjet-Unie voor een bedrag van één miljard dollar en stelde nog eens 800 miljoen dollar ter beschikking aan Syrië. De rol van de Sovjet-Unie achter deze diplomatie bleef onduidelijk, maar nadat de unie was aangekondigd, sloot de Sovjet-Unie in oktober 1980 een vriendschapsverdrag met Syrië.
In plaats van een maand ontmoetten de Libische en Syrische leiders elkaar pas in december opnieuw. Tijdens een Libisch-Syrische topconferentie in Benghazi van 15 tot 17 december 1980 werd bezuinigd op het eenmakingsschema, wat feitelijk betekende dat het project mislukte. Moammar al-Qadhafi en Hafiz al-Assad besloten alleen een hoge commissie of commissie op te richten die eerst een gemeenschappelijk constitutioneel raamwerk zou ontwikkelen.
Vragen als een gemeenschappelijk staatshoofd, een gemeenschappelijk kapitaal en de vorm van een gemeenschappelijke regering of gemeenschappelijke staatsorganen bleven onbeantwoord. In maart 1981 verklaarde Hafiz al-Assad dat de twee regeringen nog steeds op zoek waren naar de juiste formule om de grootst mogelijke steun van de bevolking voor het eenwordingsproject te verwerven.
Terwijl Moammar al-Qadhafi aandrong op een volledige unie, wilde Haifz al-Assad slechts een losse federatie. De verschillen tussen Syrië en Libië maakten een fusie fundamenteel moeilijk. Anders dan in 1971 was de oprichting van de Libische Jamahiriya in 1981 al ver gevorderd. Ondanks een gemeenschappelijke ‘socialistische oriëntatie’ was deze regeringsvorm nauwelijks verenigbaar met de militair-bureaucratische officiële staat Syrië, en Hafiz al-Assad was niet bereid de Syrische Baath-partij of het Nationaal Progressief Front te ontbinden. Aan het einde van de overeengekomen termijn van één jaar was er geen vooruitgang geboekt. Tijdens een bezoek aan Damascus in augustus 1981 gaf Moammar al-Qadhafi bureaucraten, regionalisten en verdeeldheid zaaiende krachten de schuld van het mislukken van de eenwording.